# Scottish FA Cup 1880/81
Der Scottish FA Cup wurde 1880/81 zum 8. Mal ausgespielt. Der wichtigste Fußball-Pokalwettbewerb im schottischen Vereinsfußball wurde vom Schottischen Fußballverband geleitet und ausgetragen. Er begann am 4. September 1880 und endete mit dem Wiederholungsfinale am 9. April 1881 im Kinning Park von Glasgow. Als Titelverteidiger startete der FC Queen’s Park in den Wettbewerb, der im Finale des Vorjahres gegen den FC Thornliebank gewonnen hatte, und zugleich Rekordsieger war. Im diesjährigen Endspiel um den Schottischen Pokal traf der Titelverteidiger Queen’s Park auf den FC Dumbarton. Die Spiders erreichten zum fünften Mal das Endspiel im schottischen Pokal. Dumbarton nahm zum ersten Mal am Endspiel teil. Das erste Finalspiel gewann Queen’s Park mit 2:1. Dumbarton legte erfolgreich Protest gegen das Ergebnis ein. Das Wiederholungsfinale gewann Queen’s Park mit 3:1 und holte damit zum 5. Mal in der Vereinsgeschichte den Pokal.

## 1. Runde
Ausgetragen wurden die Begegnungen am 4., 11., und 18. September 1880.
|                               | Ergebnis |                              |
| ----------------------------- | -------- | ---------------------------- |
| 5th Dumfries Rifle Volunteers | w/o      | Cree Rovers                  |
| FC Airdriehill                | w/o      | FC Airdrie Bluebell          |
| FC Arbroath                   | w/o      | FC Vale of Teith             |
| FC Arthurlie                  | 2:0      | FC Johnstone                 |
| FC Athol                      | w/o      | FC Whitefield                |
| FC Cambuslang                 | w/o      | FC Upper Clydesdale          |
| FC Cartvale                   | w/o      | FC Levern                    |
| FC City                       | w/o      | 19th Lanark Rifle Volunteers |
| FC Clarkston                  | 1:0      | FC Plains Bluebell           |
| FC Dunkeld                    | w/o      | FC St. Clements              |
| FC Falkirk                    | w/o      | Campsie Athletic             |
| Hamilton Academical           | w/o      | FC Stonelaw                  |
| FC Harmonic                   | w/o      | FC Ailsa                     |
| FC Helensburgh                | w/o      | FC Lennox                    |
| Hurlford United               | w/o      | Ayr Thistle                  |
| FC Kilmarnock                 | w/o      | FC Stewarton                 |
| Kilmarnock Athletic           | w/o      | FC Girvan                    |
| FC Lenzie                     | w/o      | FC Thistle                   |
| FC Mauchline                  | w/o      | FC Dean                      |
| FC Maybole                    | w/o      | FC Rankinston                |
| FC Netherlee                  | w/o      | FC Oakfield                  |
| Partick Thistle               | w/o      | FC Dennistoun                |
| FC Pollok                     | 5:0      | Johnstown Rovers             |
| FC Possilpark                 | w/o      | FC High School               |
| FC Renton                     | w/o      | Kilmarnock Thistle           |
| Shawlands Athletic            | w/o      | FC Clydesdale                |
| FC St. Mirren                 | 3:0      | Johnstone Athletic           |
| FC Yoker                      | w/o      | Renfrew Ramblers             |
| Airdrie Excelsior             | 3:0      | FC Drumpellier               |
| FC Beith                      | 4:1      | FC Irvine                    |
| FC Dumbarton                  | 7:0      | FC Victoria                  |
| Heart of Midlothian           | 3:1      | FC Brunswick                 |
| FC Jamestown                  | 6:0      | FC Alclutha                  |
| FC Northern                   | 3:1      | Third Lanark                 |
| FC Oxford                     | 6:0      | FC Maxwell                   |
| Pollokshields Athletic        | 0:4      | FC Partick                   |
| FC Queen’s Park               | 7:0      | FC John Elder                |
| Glasgow Rangers               | 4:1      | Govan Athletic               |
| FC Shotts                     | 4:0      | FC Lanark                    |
| FC South Western              | 7:0      | FC Ingram                    |
| FC Stranraer                  | 3:0      | Queen of the South Wanderers |
| 17th Renfrew Rifle Volunteers | 6:1      | Wellington Park              |
| FC Abercorn                   | 7:1      | Barrhead Rangers             |
| FC Airdrie                    | 3:0      | FC Belshill                  |
| Alexandra Athletic            | 4:1      | FC Kelvinbank                |
| FC Auchinleck                 | 1:7      | FC Cumnock                   |
| FC Ayr                        | 2:0      | FC Catrine                   |
| FC Caledonian                 | 1:2      | FC Clyde                     |
| FC Campsie Central            | 2:0      | FC Bridge of Allan           |
| FC Cartside                   | 6:2      | FC Kennishead                |
| FC Coupar Angus               | 4:1      | FC Strathmore                |
| FC Cowlairs                   | 4:3      | FC Petershill                |
| FC Dunfermline                | 5:3      | FC Hanover                   |
| Greenock Morton               | 3:2      | FC Glenkilloch               |
| FC Jordanhill                 | 1:0      | FC Windsor                   |
| FC Kilbirnie                  | 3:0      | FC Lanemark                  |
| FC King’s Park                | 1:0      | FC Strathblane               |
| FC Larkhall                   | 5:0      | FC Uddingston                |
| FC Milton of Campsie          | 2:1      | Bonnybridge Grasshoppers     |
| FC Pilgrims                   | 4:2      | FC Lancefield                |
| FC Portland                   | 8:0      | FC Coylton Coila             |
| FC Rob Roy                    | 2:1      | Our Boys Dundee              |
| FC Star of Leven              | 3:2      | Kirkintilloch Athletic       |
| FC Thistle                    | 5:0      | FC Tollcross                 |
| FC Thornliebank               | 3:0      | FC Renfrew                   |

## 2. Runde
Ausgetragen wurden die Begegnungen am 2. und 9. Oktober 1880. Die Wiederholungsspiele fanden am 9. und 16. Oktober 1880 statt.
|                               | Ergebnis |                               |
| ----------------------------- | -------- | ----------------------------- |
| FC Abercorn                   | 4:2      | Greenock Morton               |
| FC Airdrie                    | 3:2      | Airdrie Excelsior             |
| Alexandra Athletic            | 1:0      | FC Athol                      |
| FC Arthurlie                  | 1:1      | FC Cartvale                   |
| FC Campsie Central            | 5:5      | FC Milton of Campsie          |
| FC Clarkston                  | 2:1      | FC Airdriehill                |
| FC Coupar Angus               | 1:2      | FC Arbroath                   |
| FC Dumbarton                  | 2:1      | FC Jamestown                  |
| FC Falkirk                    | 2:1      | FC King’s Park                |
| FC Harmonic                   | 1:1      | FC Clyde                      |
| FC Helensburgh                | 5:1      | FC Star of Leven              |
| FC Netherlee                  | 0:2      | FC Yoker                      |
| FC Portland                   | 0:1      | FC Beith                      |
| FC Queen’s Park               | 5:0      | FC Possilpark                 |
| Glasgow Rangers               | 1:0      | FC Northern                   |
| Shawlands Athletic            | w/o      | FC Possil Bluebell            |
| FC St. Mirren                 | 3:2      | 17th Renfrew Rifle Volunteers |
| FC Thornliebank               | 0:3      | FC Pollok                     |
| 5th Dumfries Rifle Volunteers | 4:3      | FC Stranraer                  |
| FC Cambuslang                 | 3:1      | Hamilton Academical           |
| FC Cowlairs                   | 4:3      | FC Oxford                     |
| FC Glengowan                  | 1:1      | FC Thistle                    |
| Hibernian Edinburgh           | 3:1      | FC Dunfermline                |
| Hurlford United               | 2:1      | FC Cumnock                    |
| FC Kilmarnock                 | 6:3      | FC Ayr                        |
| FC Larkhall                   | 1:0      | FC Shotts                     |
| FC Mauchline                  | 6:1      | FC Maybole                    |
| Partick Thistle               | 1:0      | FC Jordanhill                 |
| FC Pilgrims                   | 7:0      | FC City                       |
| FC Renton                     | 0:1      | FC Vale of Leven              |
| FC Rob Roy                    | 4:0      | FC Dunkeld                    |
| FC South Western              | 2:0      | FC Partick                    |

### Wiederholungsspiele
|                      | Ergebnis |                     |
| -------------------- | -------- | ------------------- |
| FC Cartvale          | 1:2      | FC Arthurlie        |
| FC Clyde             | 1:0      | FC Harmonic         |
| FC Milton of Campsie | 1:3      | FC Campsie Central  |
| FC Kilbirnie         | 2:1      | Kilmarnock Athletic |
| FC Thistle           | 6:1      | FC Glengowan        |

## 3. Runde
Ausgetragen wurden die Begegnungen am 23. und 30. Oktober sowie 6. November 1880. Das Wiederholungsspiel fand am 13. November 1880 statt.
|                      | Ergebnis |                               |
| -------------------- | -------- | ----------------------------- |
| FC Abercorn          | 1:4      | FC St. Mirren                 |
| FC Arthurlie         | 2:0      | FC Pollok                     |
| FC Beith             | 17:20    | 5th Dumfries Rifle Volunteers |
| FC Clarkston         | bye      |                               |
| FC Clyde             | 3:0      | Shawlands Athletic            |
| Edinburgh University | bye      |                               |
| Glasgow University   | bye      |                               |
| Heart of Midlothian  | 5:3      | Hibernian Edinburgh           |
| FC Helensburgh       | 1:4      | FC Vale of Leven              |
| FC Kilbirnie         | 0:2      | Hurlford United               |
| FC Larkhall          | 0:5      | FC Cambuslang                 |
| FC Queen’s Park      | 8:1      | FC Pilgrims                   |
| Glasgow Rangers      | 3:0      | Partick Thistle               |
| FC South Western     | bye      |                               |
| FC Thistle           | w/o      | FC Airdrie                    |
| FC Cartside          | 4:3      | FC Yoker                      |
| Alexandra Athletic   | 1:2      | FC Cowlairs                   |
| FC Arbroath          | 2:1      | FC Rob Roy                    |
| FC Campsie Central   | 6:1      | FC Lenzie                     |
| FC Dumbarton         | 7:1      | FC Falkirk                    |
| FC Mauchline         | 3:3      | FC Kilmarnock                 |

### Wiederholungsspiel
|               | Ergebnis |              |
| ------------- | -------- | ------------ |
| FC Kilmarnock | 0:3      | FC Mauchline |

## 4. Runde
Ausgetragen wurden die Begegnungen am 13. und 20. November 1880. Das Wiederholungsspiel fand am 27. November 1880 statt.
|                      | Ergebnis |                    |
| -------------------- | -------- | ------------------ |
| FC Arthurlie         | * 4:3 *  | FC South Western   |
| FC Dumbarton         | 9:0      | Glasgow University |
| Edinburgh University | 0:1      | FC Campsie Central |
| Heart of Midlothian  | 3:0      | FC Cambuslang      |
| FC Queen’s Park      | 11:20    | FC Beith           |
| Glasgow Rangers      | 11:00    | FC Clyde           |
| FC St. Mirren        | 1:0      | FC Cowlairs        |
| FC Thistle           | bye      |                    |
| FC Vale of Leven     | w/o      | FC Arbroath        |
| FC Cartside          | 1:3      | Hurlford United    |
| FC Mauchline         | w/o      | FC Clarkston       |

### Wiederholungsspiel
|              | Ergebnis |                  |
| ------------ | -------- | ---------------- |
| FC Arthurlie | * 1:1 *  | FC South Western |

## 5. Runde
Ausgetragen wurden die Begegnungen am 4., 11. und 18. Dezember 1880.
|                    | Ergebnis |                     |
| ------------------ | -------- | ------------------- |
| FC Campsie Central | bye      |                     |
| FC St. Mirren      | 1:5      | FC Dumbarton        |
| FC Vale of Leven   | 7:1      | FC Thistle          |
| FC Arthurlie       | 4:0      | Heart of Midlothian |
| FC Mauchline       | 0:2      | FC Queen’s Park     |
| Hurlford United    | 0:3      | Glasgow Rangers     |

## 6. Runde
Ausgetragen wurden die Begegnungen am 25. Dezember 1880.
|                    | Ergebnis |                  |
| ------------------ | -------- | ---------------- |
| FC Arthurlie       | 0:2      | FC Vale of Leven |
| FC Campsie Central | 01:10    | FC Queen’s Park  |
| Glasgow Rangers    | 1:3      | FC Dumbarton     |

## Halbfinale
Ausgetragen wurden die Begegnungen am 5. Februar 1881.
|                 | Ergebnis |                  |
| --------------- | -------- | ---------------- |
| FC Dumbarton    | 2:0      | FC Vale of Leven |
| FC Queen’s Park | bye      |                  |

## Finale
| FC Queen’s Park                         | FC Queen’s Park | FC Dumbarton | FC Dumbarton |
| --------------------------------------- | --- | --- | ------------ |
| FC Queen’s Park                         | \| Finale \| \| 26. März 1881 in Glasgow (Kinning Park) \| \| Ergebnis: 2:1 (1:1) \| \| Zuschauer: 15.000 \| \| Spielbericht \|                                           | \| Finale \| \| 26. März 1881 in Glasgow (Kinning Park) \| \| Ergebnis: 2:1 (1:1) \| \| Zuschauer: 15.000 \| \| Spielbericht \|                                                 | FC Dumbarton |
| FC Queen’s Park                         | McCallum, Andrew Watson, Andrew Holm, Charles Campbell, David Davidson, William Anderson, Eadie Fraser, George Ker, John Smith, Henry McNeil, John Kay Cheftrainer: n. b. | Kennedy (1), Jock Hutcheson, Michael Paton, John Miller, J. Anderson, Meiklejohn, Robert Brown, Joseph Lindsay, James McAulay, William McKinnon, Kennedy (2) Cheftrainer: n. b. | FC Dumbarton |
| FC Queen’s Park                         | n. b. | n. b. | FC Dumbarton |
| Finale                                  | | |              |
| 26. März 1881 in Glasgow (Kinning Park) | | |              |
| Ergebnis: 2:1 (1:1)                     | | |              |
| Zuschauer: 15.000                       | | |              |
| Spielbericht                            | | |              |

## Wiederholungsfinale
| FC Queen’s Park                         | FC Queen’s Park | FC Dumbarton | FC Dumbarton |
| --------------------------------------- | --- | --- | ------------ |
| FC Queen’s Park                         | \| Wiederholungsfinale \| \| 9. April 1881 in Glasgow (Kinning Park) \| \| Ergebnis: 3:1 (3:0) \| \| Zuschauer: 10.000 \| \| Spielbericht \|                             | \| Wiederholungsfinale \| \| 9. April 1881 in Glasgow (Kinning Park) \| \| Ergebnis: 3:1 (3:0) \| \| Zuschauer: 10.000 \| \| Spielbericht \|                                    | FC Dumbarton |
| FC Queen’s Park                         | McCallum, Andrew Watson, Andrew Holm, Charles Campbell, David Davidson, William Anderson, Eadie Fraser, George Ker, John Smith, David Allan, John Kay Cheftrainer: n. b. | Kennedy (1), Jock Hutcheson, Michael Paton, John Miller, J. Anderson, Meiklejohn, Robert Brown, Joseph Lindsay, James McAulay, William McKinnon, Kennedy (2) Cheftrainer: n. b. | FC Dumbarton |
| FC Queen’s Park                         | n. b. | n. b. | FC Dumbarton |
| Wiederholungsfinale                     | | |              |
| 9. April 1881 in Glasgow (Kinning Park) | | |              |
| Ergebnis: 3:1 (3:0)                     | | |              |
| Zuschauer: 10.000                       | | |              |
| Spielbericht                            | | |              |